# Vaiaku
Vaiaku è un villaggio, capitale di Tuvalu, situato sulla costa meridionale dell'isola di Fongafale, nell'arcipelago di Funafuti. Tutti i palazzi amministrativi e l'unico albergo di Tuvalu, il Vaiaku Langi Hotel, si trovano a Vaiaku, che conta circa 4 900 abitanti.